# 单射
在數學裡，單射函數（或稱內射函數、嵌射函數、一對一函數，英文稱）為一函數，其將不同的輸入值對應到不同的函數值上。更精確地說，函數f被稱為是單射的，當對每一陪域內的y，存在最多一個定義域內的x使得f(x) = y。
- 單射但非满射的函數（不是双射函数）
- 單射且满射的函數（是双射函数）
- 非單射但满射的函數（不是双射函数）
- 非單射也非滿射的函數（也不是雙射函數）

由從X 映射至Y 的單射函數所組成的集合標記為YX，該符號的由來為下降階乘冪。當X 及Y 分別為具有m 個及n 個元素的有限集合時，從X 映射至Y 的單射函數數量可以以下降階乘冪表示為nm。

## 定義
令f 為一函數，且其定義域為一集合X，若且唯若對所有於X 內的元素a 及b，當f(a) = f(b)時，a = b，則該函數為單射函數；等價地說，當a ≠ b時，f(a) ≠ f(b)。
以邏輯符號表示如下：
{\displaystyle \forall a,b\in X,\;\;f(a)=f(b)\Rightarrow a=b}
依換質換位律，該敘述邏輯等價於
{\displaystyle \forall a,b\in X,\;\;a\neq b\Rightarrow f(a)\neq f(b)}

## 例子與反例
- 對任一集合X，X上的恆等函數為單射的。
- 函數f : R → R，其定義為f(x) = 2x + 1，是單射的。
- 函數g : R → R，其定義為g(x) = x2，不是單射的，因為g(1) = 1 = g(−1)。但若將g的定義域限在非負實數[0,+∞)內，則g是單射的。
- 指數函數{\displaystyle \exp :\mathbf {R} \to \mathbf {R} ^{+}:x\mapsto \mathrm {e} ^{x}}是單射的。
- 自然對數函數{\displaystyle \ln :(0,+\infty )\to \mathbf {R} :x\mapsto \ln {x}}是單射的。
- 函數{\displaystyle g:\mathbf {R} \to \mathbf {R} :x\mapsto x^{3}-x}，不是單射的，因為 g(0) = g(1)。

形象化地說，當定義域和到達域都是實數集 R時，單射函數f : R → R為一絕不會與任一水平線相交超過一點的圖。

## 單射函數為可逆函數
具有左反函數的函數，必為單射。此處的條件（具有左反函數），比具有反函數弱：給定一函數f : X → Y，若存在一函數g : Y → X，使得對X內的每個元素x，
g(f(x)) = x，
則稱g為f的左反函數，而上式也就推出f為單射函數。
相反地，每個具非空定義域的單射函數f 都會有個左反函數g。須注意的是，g 不一定會是f 的反函數，因為相反順序的函數複合f ∘ g 不一定也會是Y 上的恆等函數。
事實上，要將一單射函數f : X → Y變成雙射函數，只需要將其陪域Y替換成其值域J = f(X)就行了。亦即，令g : X → J，使其對所有X內的x，g(x) = f(x)；如此g便為滿射的了。確實，f可以分解成inclJ,Yog，其中inclJ,Y是由J到Y的內含映射。

## 其他性質

單射複合

- 若f和g皆為單射的，則f o g亦為單射的。

- 若g o f為單射的，則f為單射的（但g不必然要是）。
- f : X → Y是單射的若且唯若當給定兩函數g, h : W → X會使得f o g = f o h時，則g = h。
- 若f : X → Y為單射的且A為X的子集，則f −1(f(A)) = A。
- 若f : X → Y是單射的且A和B皆為X的子集，則f(A ∩ B) = f(A) ∩ f(B)。
- 任一函數 h : W → Y 皆可分解為 h = f o g 其中 f 是單射而 g 是滿射。此分解至多差一個自然同構， f 可以設想為從 h(W) 到 Y 的內含映射。
- 若 f : X → Y 是單射，則在基數的意義下 Y 的元素數量不少於 X。
- 若 X 與 Y 皆為有限集，則 f : X → Y 是單射若且唯若它是滿射。
- 內含映射總是單射。

## 範疇論的觀點
以範疇論的語言來說，單射函數恰好是集合範疇內的單態射。

## 另見
- 雙射
- 單射模
- 單態射
- 满射

## 外部連結
- Earliest Uses of Some of the Words of Mathematics: entry on Injection, Surjection and Bijection has the history of Injection and related terms.（页面存档备份，存于）
- Khan Academy – Surjective (onto) and Injective (one-to-one) functions: Introduction to surjective and injective functions （页面存档备份，存于）